# 吹上郵便局 (埼玉県)
吹上郵便局（ふきあげゆうびんきょく）は埼玉県鴻巣市にある郵便局。民営化前の分類では集配普通郵便局であった。

## 概要
住所：〒369-0199 埼玉県鴻巣市筑波1-9-1
民営化直前の集配業務再編において、多くの集配普通郵便局は統括センターとなったが、当局は配達センターとされたため、民営化後も郵便事業株式会社の支店は併設されず、北本支店配下の吹上集配センターが併設された。
郵便局会社と統合した後も担当だった北本支店を統合した北本郵便局、2019年2月12日以降は鴻巣郵便局が業務を統轄している（同郵便局を介して、他の郵便局との郵便物・荷物の輸送が行われており、公式サイト等で荷物等の問い合わせを行うと相手先郵便局〜「鴻巣郵便局」-「鴻巣郵便局（吹上）」という履歴になる。集配地域内の再配達等の問い合わせ先・特殊な郵便物の受渡場所も鴻巣郵便局となっている）。

## 沿革
- 1875年（明治8年）7月10日 - 吹上郵便局（五等）として開設[1]。
- 1885年（明治18年）5月18日 - 貯金取扱を開始。
- 1892年（明治25年）5月16日 - 為替取扱を開始。
- 1964年（昭和39年）11月30日 - 電話交換事務を熊谷電報電話局に、和文電報配達事務を行田電報電話局にそれぞれ移管[2]。
- 1972年（昭和47年）11月13日 - 北足立郡吹上町本町二丁目から同町筑波一丁目に移転。
- 1991年（平成3年）8月1日 - 特定郵便局から普通郵便局に局種別改定。
- 2000年（平成12年）8月14日 - 外国通貨の両替および旅行小切手の売買に関する業務取扱を開始。
- 2007年（平成19年）10月1日 - 民営化に伴い、併設された郵便事業北本支店吹上集配センターに一部業務を移管。
- 2012年（平成24年）10月1日 - 日本郵便株式会社発足に伴い、郵便事業北本支店吹上集配センターを吹上郵便局に統合、北本支店を統合した北本郵便局の統轄下に入る。
- 2019年（平成31年）2月12日 - 集配業務の統轄元が北本郵便局から鴻巣郵便局に移管。

## 取扱内容
- 郵便、印紙、ゆうパック、内容証明
- 貯金、為替、振替、振込、国際送金、国債、投資信託
- 生命保険、バイク自賠責保険、自動車保険
- ゆうちょ銀行ATM
- 鴻巣市の一部（旧吹上町）および熊谷市の一部（旧大里郡吉見村）地域の集配業務（鴻巣郵便局による統轄）[3]
該当する郵便番号は、369-010x(旧吉見村)、369-011x〜369-013x(旧吹上町)。

## 周辺
- 鴻巣市役所吹上支所
- 鴻巣市立吹上中学校
- 国道17号

## アクセス
- JR高崎線 吹上駅から東へ約900m（徒歩約10分）
- 鴻巣市コミュニティバス「フラワー号」（吹上コース） 吹上郵便局入口停留所もしくは筑波一丁目停留所下車
- 駐車場あり：11台